# Airbus UK
Airbus UK (offiziell: Airbus UK Broughton Football Club) ist ein Fußballverein aus der walisischen Stadt Broughton aus dem Landkreis Flintshire, der aktuell in der Cymru North, der zweithöchsten walisischen Spielklasse, spielt.

## Geschichte
Der Verein wurde 1946 als Vickers-Armstrong gegründet und wurde seitdem mehrfach umbenannt. de Havillands, Hawker Siddeley, British Aerospace und BAE Systems waren allesamt frühere Vereinsnamen.
Im Jahr 2000 stieg man erstmals in die Cymru Alliance, die zweithöchste walisische Spielklasse, auf. Mit dem Aufstieg wurde auch der Name Airbus UK Broughton angenommen. Airbus UK spielte vier Jahre in der zweiten Liga, ehe 2004 mit der Meisterschaft der Sprung in die höchste walisische Liga, die Welsh Premier League, glückte.
In der League of Wales etablierte sich Airbus UK nach anfänglichen Schwierigkeiten, als man in den ersten beiden Spielzeiten jeweils nur knapp dem Abstieg entging. Das bisher beste Ergebnis erzielte der Verein in der Saison 2012/13, als man die Saison auf dem zweiten Platz hinter dem amtierenden Meister The New Saints FC abschloss und sich damit erstmals für die UEFA Europa League qualifizierte. 2017 musste Airbus UK aus der League of Wales absteigen, der erneute Aufstieg gelang 2019, darauf folgte 2020 wieder der Abstieg in die zweite Liga.

## Größte Erfolge
- Meister der Cymru Alliance (2. Liga): 2004, 2019

## Europapokalbilanz
| Saison  | Wettbewerb         | Runde                  | Gegner            | Gesamt    | Hin     | Rück    |
| ------- | ------------------ | ---------------------- | ----------------- | --------- | ------- | ------- |
| 2013/14 | UEFA Europa League | 1. Qualifikationsrunde | FK Ventspils      | (a)1:1(a) | 1:1 (H) | 0:0 (A) |
| 2014/15 | UEFA Europa League | 1. Qualifikationsrunde | FK Haugesund      | 2:3       | 1:1 (H) | 1:2 (A) |
| 2015/16 | UEFA Europa League | 1. Qualifikationsrunde | Lokomotiva Zagreb | 3:5       | 1:3 (H) | 2:2 (A) |

Gesamtbilanz: 6 Spiele, 4 Unentschieden, 2 Niederlagen, 6:9 Tore (Tordifferenz −3)